# Госсен, Эрвин Францевич
Эрвин Францевич Госсен (нем. Erwin Gossen; (18 июля 1931, Молочанский район — 9 февраля 2020, Щучинск, Акмолинская область) — советский учёный-сельскохозяйственник, казахский общественный деятель, доктор сельскохозяйственных наук (1991), профессор, Академик НАН Республики Казахстан. Член Национальной академии наук Казахстана. Лауреат Ленинской премии (1972) как один из разработчиков системы защиты почв от ветровой эрозии.

## Биография
Родился 18 июля 1931 года в селе Вальдгейм Вальдгеймского сельсовета Молочанского немецкого национального района Украинской ССР. С 1932 года район входил в состав Днепропетровской области. В 1935 году село переименовано в Ротфронт, в 1946 году — в Речное, в 1950-х вошло в состав села Владовка. Ныне село Владовка — административный центр Владовского сельского совета Черниговского района Запорожской области Украины. Немец. Отец — Франц Генрихович Госсен (24 февраля 1885 — 29 июля 1949), работал бухгалтером, мать — Зузанна Корнеевна Госсен (урожд. Вильмс, 8 октября 1896 — 14 мая 1984), была домохозяйкой. У Эрвина четверо старших братьев: Владимир (1916—1979), Генрих (1925—?), Пётр (1927—1998), Иван (1929—?). Вероисповедание предков — меннонитство.
В 1934 году гонимая голодом семья переехала из Днепропетровской области в Ставропольский край. Жили в селе Долиновка Новоселицкого района, где Эрвин проучился три года в школе.
После начала Великой Отечественной войны советские немцы были депортированы. Спецпоселенцы Госсены жили в селе Котырколь Котыркольского сельсовета Щучинского района Кокчетавской области Казахской ССР. С 1943 года Эрвин работал в колхозе им. Фрунзе. В 1945 году пошёл в 4-й класс Котыркольской школы и в 1949 году окончил семь классов.
В 1949 году поступил и в 1953 году окончил с отличием Котыркольский зооветеринарный техникум. Получил разрешение на выезд из Котырколья и попытался поступить в Алма-Атинский сельскохозяйственный институт, но не был допущен, как спецпоселенец (он был на учете в Котыркольской комендатуре вплоть до 1954 года).
Направлен на работу агротехником в Келлеровский опорный пункт Казахского НИИ земледелия им. В. Р. Вильямса в с. Летовочное Кокчетавской области, в 1954—1959 годах младший научный сотрудник.
С 1954 года и до времени перестройки работал вместе с выдающимся казахстанским учёным А. И. Бараевым в Казахском научно-исследовательском институте зернового хозяйства (Казахский НИИ земледелия имени В. Р. Вильямса). участвовал в программе научно-исследовательских работ по глубине распашки целинных земель и последующих безотвальных обработок почвы по методу Т. С. Мальцева.
В 1955 поступил и в 1961 году заочно окончил Курганский сельскохозяйственный институт по специальности «Учёный агроном».
С 1959 года — младший научный сотрудник отдела агропочвоведения Казахского НИИ зернового хозяйства (с. Шортанды), с 1961 года — старший научный сотрудник, с 1963 года — заведующий лабораторией агротехнических требований и оценки машин и орудий отдела агропочвоведения Казахского НИИ зернового хозяйства (с. Шортанды). В лаборатории проводилась разработка агротехнических требований на конструирование новой противоэрозионной техники.
В 1968 году в Бурятском сельскохозяйственном институте СО ВАСХНИЛ защитил кандидатскую диссертацию по теме «Обоснование противоэрозионных требований к почвообрабатывающим и посевным машинам и оценка почвозащитной технологии возделывания зерновых культур».
В 1969—1982 годах — заместитель директора по науке Всесоюзного НИИ зернового хозяйства.
В 1979—1981 годах — депутат Шортандинского районного Совета народных депутатов.
В 1981—1991 годах — член редколлегии журнала «Вестник» сельскохозяйственных наук Казахстана.
В 1982—1984 годах — заместитель председателя Президиума Восточного отделения ВАСХНИЛ, город Алма-Ата.
В 1984—1990 годах — член Пленума всесоюзного общества «Знание».
В 1984—1991 годах — исполняющий обязанности Первого вице-президента Казахской академии сельскохозяйственных наук.
В 1986—1987, 1988—1990 годах — депутат Алма-Атинского областного Совета народных депутатов по Каменскому избирательному округу № 69.
В 1989—1990 годах — заместитель Председателя республиканского общества «Знание».
В 1991 году — член редколлегии журнала «Научно-технический прогресс в АПК».
В 1991—1996 годах — академик-секретарь в Казахской академии сельскохозяйственных наук, отделение земледелия, химизации, водного и лесного хозяйства и агроэкологии.
В 1991 году в Омском сельскохозяйственном институте защитил диссертацию на соискание ученой степени доктора сельскохозяйственных наук на тему «Научное обоснование приемов защиты почв от дефляции в степной зоне Азиатского региона».
В 1991 году избран членом-корреспондентом Казахской академии сельскохозяйственных наук.
В 1994 году избран академиком Казахской академии сельскохозяйственных наук.
В 1995 году — член редакционного совета журнала «Метеорология и экология».
В 1996 году вышел на пенсию по возрасту, был приглашён на кафедру земледелия и опытного дела Казахского государственного университета, где читал лекции по почвозащитному земледелию.
В 1997—1998 годах — член Совета немцев Казахстана. В 1997—2006 годах — заместитель председателя Научного объединения немцев Казахстана.
В 1998—1999 годах — ведущий научный сотрудник отдела земледелия Казахского НИИ имени В. Р. Вильямса, Алмалыбак, Алматинская область.
В 1999—2003 годах — консультант в «Акцент-Астык», «Акцент-Агрохим».
С 2003 года — Главный научный сотрудник в КазНИИ карантина и защиты растений, город Алма-Ата.
С 2007 года — после переезда на место жительство в Бурабай (национальный парк), Эрвин Францевич работал на кафедре географии и экологии Кокшетауского государственного университета имени Ш. Ш. Уалиханова.
Умер 9 февраля 2020 года в городе Щучинске Бурабайского района Акмолинской области Республики Казахстан.

## Награды
- Ленинская премия, 21 апреля 1972 год
- Орден Отан (Орден Отечества), 8 декабря 2006 года[3] (вручение было в 2007 году);
- Орден «Достык» (Орден Дружбы) ІІ степени, 1997 год
- Медаль «10 лет Конституции Республики Казахстан», 2005 год
- Медаль «60 лет Победы в Великой Отечественной войне 1941—1945 гг.» (Казахстан), 2005 год
- Медаль «50 лет Целине», 2004 год
- Юбилейная медаль «65 лет Победы в Великой Отечественной войне 1941—1945 гг.» (Казахстан), 2010 год
- Медаль «20 лет независимости Республики Казахстан», 2011 год
- Юбилейная медаль «70 лет Победы в Великой Отечественной войне 1941—1945 гг.» (Казахстан), 2015 год
- Медаль «20 лет Ассамблеи народа Казахстана»
- Орден Трудового Красного Знамени, 1981 год
- Орден «Знак Почёта», 1975 год
- Медаль «В ознаменование 100-летия со дня рождения Владимира Ильича Ленина», 1970 год
- Медаль «За освоение целинных земель», 1956 год
- Медаль «Ветеран труда», 1991 год
- Золотая и бронзовая медаль ВДНХ СССР, 1967 год, 1971 год
- Почетная грамота Президиума Верховного Совета Казахской ССР
- Почетная грамота Министерства сельского хозяйства Бурятии
- Почетная грамота Всесоюзного общества «Знание»
- Почетная грамота журнала «Агитатор Казахстана»
- Почетная грамота коллегии Министерства наук
- Почетная грамота Академии наук Республики Казахстан
- Медаль С. И. Вавилова Всесоюзного общества «Знание», 1989 год
- Медаль «50 лет Калмыкии», 1984 год
- Памятная медаль «100 лет академика А. И. Бараева», 2008 год
- Почётный гражданин Бурабайского района.
- Нагрудные знаки в честь 20, 30 и 40-летия освоения целинных и залежных земель, 1974 год, 1984 год, 1994 год
- Скульптор Л. П. Колотилина изготовила бюст Лауреата Ленинской премии Э. Ф. Госсена, 1972 год.

## Семья
Жена (с февраля 1954 года) Татьяна Никитична Дворникова, в 1970 году защитила кандидатскую диссертацию по защите почвы от ветровой эрозии.